# Ivan Anfimovich Shilov
 Ivan Anfimovich Shilov  était un graveur et médailleur
russe du XIXe siècle.

## Biographie
Shilov fut diplômé de l'Académie russe des Beaux-Arts en 1805. Il travailla a l’Hôtel de Monnaie.